# Kasteel Selsaete

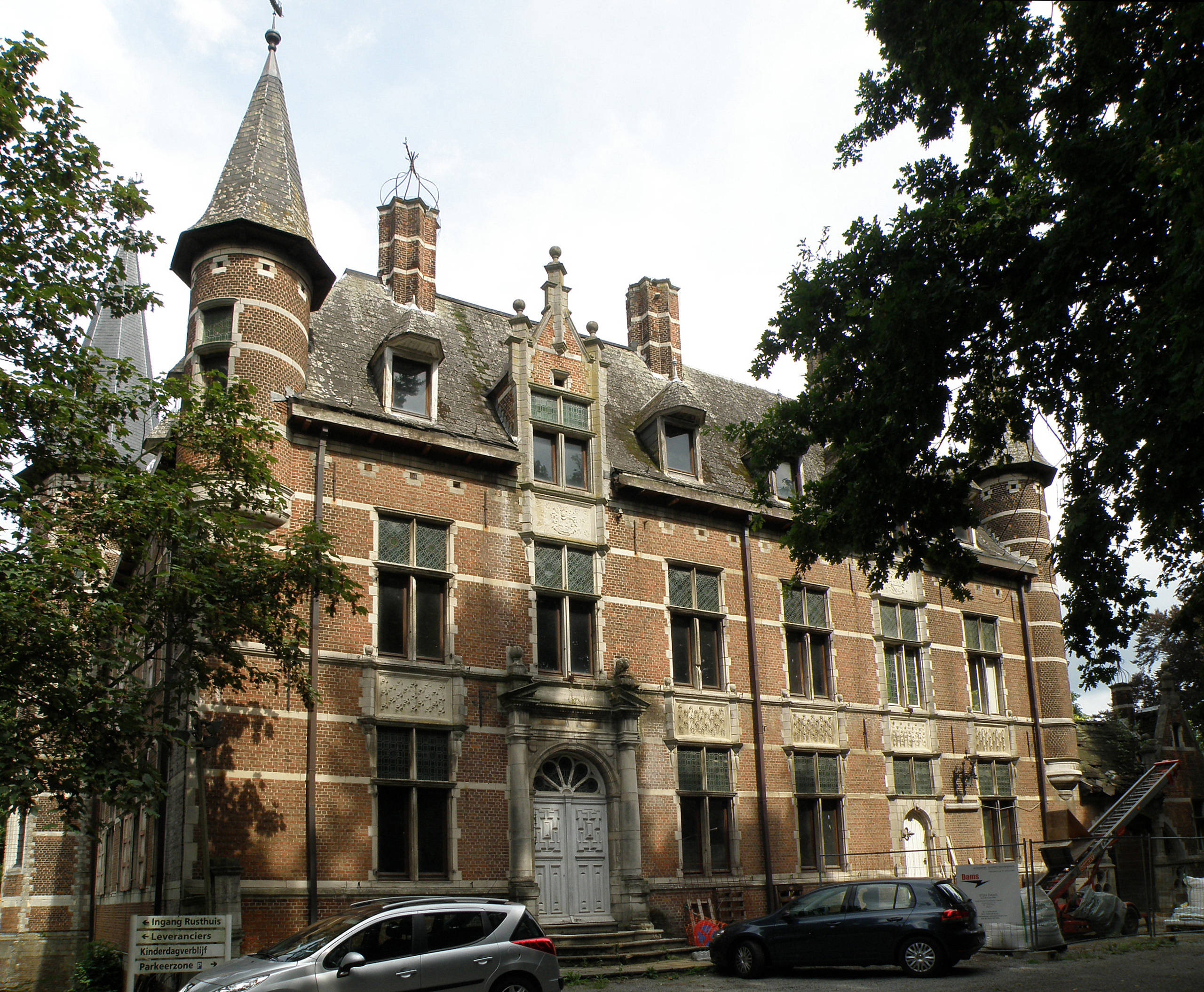
Kasteel Selsaete

Kasteel Selsaete is een kasteel in de Antwerpse plaats Wommelgem, gelegen aan Selsaetenstraat 50.

## Geschiedenis
Het landgoed kwam in 1146 toe aan de Antwerpse Sint-Michielsabdij. In 1155 werd het aangekocht door de familie Van Berchem die het behield tot 1535. Toen werd het gekocht door Joannes Carolus d'Affaytadi. In 1542 werd het platgebrand tijdens de Gelderse Oorlogen. Het kasteel werd herbouwd in Toscaanse stijl. Het goed bleef in de familie tot 1807. Daarna kwam het via erfenis in bezit van andere families. Gustaaf Agie de Selsaeten-de Cock liet het kasteel in 1897 herbouwen in Vlaamse neorenaissancestijl, naar ontwerp van Jaak Alfons Van der Gucht.
Vanaf 1957 fungeert het kasteel als bejaardentehuis.

## Gebouw
Het betreft een bakstenen kasteel in Vlaamse neorenaissancestijl op rechthoekige plattegrond. Er zijn drie arkeltorens op de hoeken. De achtkante noordwestelijke hoektoren heeft mogelijk een 16e-eeuwse kern. In deze toren is in 1875 een neogotische kapel gebouwd.